# La llave del Mandala
«La llave del Mandala» es el segundo sencillo lanzado por la banda argentina Invisible, que venía adosado al primer álbum de la agrupación y formando una unidad con éste. Editado en 1974.

## Lista de temas
1. «La llave del Mandala»
2. «Lo que nos ocupa es esa abuela, la conciencia que regula el mundo»

## Músicos
- Carlos Alberto "Machi" Rufino: Bajo y coros.
- Héctor "Pomo" Lorenzo: Batería.
- Luis Alberto Spinetta: Guitarras y voz.

- Datos: Q5967181